# 朗德普雷里鎮區 (密蘇里州卡勒韋縣)
朗德普雷里鎮區（英語：Round Prairie Township）是位於美國密蘇里州卡勒韋縣的一個行政鎮區。

## 地方資料
朗德普雷里鎮區的面積為89.31平方千米，當中陸地面積為89.00平方千米，而水域面積為0.30平方千米。根據2020年美國人口普查的數據，當地共有人口989人，而人口密度為每平方千米11.07人。